# USS Cummings (DD-365)
«Каммінгз» (англ. USS Cummings (DD-365) — військовий корабель, ескадрений міноносець типу «Мехен» військово-морських сил США за часів Другої світової війни.
«Каммінгз» був закладений 26 червня 1934 року на верфі United Shipyards, Inc. у Стейтен-Айленді, де 11 грудня 1935 року корабель був спущений на воду. 25 листопада 1936 року він увійшов до складу ВМС США.

## Історія служби

### 1944
19 квітня 1944 року «Каммінгз» взяв участь у повітряно-морській військовій операції з бомбардування авіаносною авіацією союзників (оперативні групи 69 та 70) важливих цілей — об'єктів нафтової промисловості — на окупованій японськими військами території острову Сабанг (північніше Суматри).
З 16 на 17 травня «Каммінгз» залучався до масштабної військової операції із завдавання ураження японським об'єктам у Сурабаї. 6 травня 65-та оперативна група Східного флоту під командуванням адмірала Дж. Сомервілля вийшла з Тринкомалі й попрямувала в бік Голландської Ост-Індії. Одночасно 66-та оперативна група віцеадмірала А. Пауера вийшла з Коломбо.
21 липня «Каммінгз» відплив з Сан-Франциско, супроводжуючи крейсер «Балтімор», на борту якого перебував президент США Франклін Д. Рузвельт, який здійснював офіційний візит до Перл-Гарбора, Ейдека та Джуно. 8 серпня Президент та його супроводжуючі прибули на борт «Каммінгза» для переходу до Сіетла, а 12 серпня після прибуття президент Рузвельт передав загальнонаціональне звернення з борту есмінця.
13 серпня 1944 року «Каммінгз» вийшов з Сіетла, після чого приєднався до оперативної групи TG 12.5 у Перл-Гарборі. 3 вересня у складі цієї групи брав участь у повітряному ударі та бомбардуванні острову Вейк. 9 жовтня залучався із силами 3-го флоту до бомбардування острова Маркус. Потім забезпечував прикриття ударному угрупованню авіаносних сил, які здійснили авіаудари по японських позиціях на філіппінських островах Лусон, Себу, Лейте, Самар, Негрос, і бився з японським флотом у вирішальній битви в затоці Лейте. 11 і 12 листопада «Каммінгз» брав участь у бомбардуванні Іводзіми, а потім 21 листопада повернувся до Сайпану для чергування навколишніх вод.